# Ubuntu MATE
Ubuntu MATE é uma distribuição livre e de código aberto Linux que é derivado do Ubuntu. Sua principal diferença do Ubuntu oficial é que ele usa o ambiente de desktop MATE como sua interface padrão, que tem como base o GNOME 2 e foi usado para versões do Ubuntu anteriores à 11.04, ao invés da shell gráfica Unity que era a interface de usuário padrão para o desktop do Ubuntu ou a GNOME Shell usada a partir da versão 17.10.

## História
O projeto MATE Ubuntu foi fundado por Martin Wimpress e Alan Pope e começou como um derivado não oficial do Ubuntu, usando uma base Ubuntu 14.10 para sua primeira versão; a versão 14.04 LTS foi lançada em seguida. Em fevereiro de 2015, o Ubuntu MATE ganhou o status de sabor oficial do Ubuntu da Canonical Ltd. conforme o lançamento do 15.04 Beta 1. Além de IA-32 e x86-64, que eram as plataformas iniciais suportadas, Ubuntu MATE também suporta PowerPC e ARMv7 (no Raspberry Pi 2, 3, 3+ e 4).
Em abril de 2015, o Ubuntu MATE anunciou uma parceria com a revendedora britânica de computadores Entroware, permitindo que os clientes da Entroware comprassem desktops e laptops com o Ubuntu MATE pré-instalado com suporte total. Vários outros acordos de hardware foram anunciados posteriormente.

## Lançamentos
| Legenda: | Versão antiga, não mantida | Versão mais antiga, ainda mantida | Versão estável atual | Versão de prévia mais recente | Lançamento futuro |

| Versão    | Codinome          | Data de lançamento     | Suportado até   | Observações |
| --------- | ----------------- | ---------------------- | --------------- | --- |
| 14.04 LTS | Trusty Tahr       | 11 de novembro de 2014 | Abril de 2019   | Lançado após a versão 14.10 para providenciar suporte de longo prazo(LTS) até 2019, seguindo o Ubuntu.                                            |
| 14.10     | Utopic Unicorn    | 23 de outubro de 2014  | Julho de 2015   | Lançamento do Ubuntu MATE. |
| 15.04     | Vivid Vervet      | 23 de abril de 2015    | Janeiro de 2016 | Lançamento como uma versão oficial do Ubuntu. |
| 15.10     | Wily Werewolf     | 22 de outubro de 2015  | Julho de 2016   | Disponibiliza o MATE 1.10, Ubuntu Software Centre não instalado por padrão.                                                                       |
| 16.04 LTS | Xenial Xerus      | 21 de abril de 2016    | Abril de 2019   | Primeira lançamento LTS oficial; utiliza o MATE 1.12.x DE, aplicativo de boas-vindas expandido e Software Boutique; tem ZFS integrado por padrão. |
| 16.10     | Yakkety Yak       | 13 de outubro de 2016  | Julho de 2017   | Implementação completa de GTK 3+ do MATE Desktop. A maioria dos aplicativos padrão são "Recomendados" e podem ser removidos sem problemas.        |
| 17.04     | Zesty Zapus       | 13 de abril de 2017    | Janeiro de 2018 | Lançado não-LTS do Ubuntu MATE, com nove meses de suporte. Conclui a migração para GTK3+.                                                         |
| 17.10     | Artful Aardvark   | 19 de outubro de 2017  | Julho de 2018   | Versão não-LTS. |
| 18.04 LTS | Bionic Beaver     | 26 de abril de 2018    | Abril de 2021   | Versão LTS; utiliza o MATE 1.20.1 |
| 18.10     | Cosmic Cuttlefish | 18 de outubro de 2018  | Julho de 2019   | Versão não-LTS. |
| 19.04     | Disco Dingo       | 18 de abril de 2019    | Janeiro de 2020 | Versão não-LTS. |
| 19.10     | Eoan Ermine       | 17 de outubro de 2019  | Julho de 2020   | Versão não-LTS. |
| 20.04 LTS | Focal Fossa       | 23 de abril de 2020    | Abril de 2023   | Versão LTS. |
| 20.10     | Groovy Gorilla    | 22 de outubro de 2020  | Julho de 2021   | Versão não-LTS. |
| 21.04     | Hirsute Hippo     | 22 de abril de 2021    | Janeiro de 2022 | Versão não-LTS. |
| 21.10     | Impish Indri      | 14 de outubro de 2021  | Julho de 2022   | Versão não-LTS. |
| 22.04 LTS | Jammy Jellyfish   | 21 de abril de 2022    | Abril de 2025   | Versão atual LTS. |
| 22.10     | Kinetic Kudu      | 20 de outubro de 2022  | Julho de 2023   | Versão não-LTS |
| 23.04     | Lunar Lobster     | 20 de abril de 2023    | Janeiro de 2024 | Versão atual não-LTS |
| 23.10     | Mantic Minotaur   | 12 de outubro de 2023  | Julho de 2024   | Versão não-LTS |

## Requisitos
Para instalar o Ubuntu MATE são recomendados:
| Requisito                   | Desktop e Laptop                                |
| --------------------------- | ----------------------------------------------- |
| Processador                 | Core i3                                         |
| Memória RAM                 | 4 GB                                            |
| Disco rígido (espaço livre) | 16 GB                                           |
| Resolução de tela           | 1440 x 900 ou superior (com aceleração gráfica) |
| Mídia                       | Pendrive ou DVD com a mídia de instalação (ISO) |

## Recepção
Em uma avaliação de maio de 2016, Jesse Smith, da DistroWatch, concluiu: "apesar dos meus problemas iniciais para instalar o Ubuntu MATE e deixá-lo funcionando sem problemas, tive uma impressão positiva da distribuição. O projeto está fornecendo uma experiência de desktop muito amigável que requer poucos recursos de hardware pelos padrões modernos. Eu também quero tirar o meu chapéu ao tema padrão usado no Ubuntu MATE."
A partir de agosto de 2017, o Ubuntu MATE ficou em 24 no ranking do DistroWatch de 6 meses.